# 2023年马来西亚联邦政府财政预算案 (始初版)
《2023年马来西亚联邦政府财政预算案》是马来西亚财政部时任部长东姑赛夫鲁于2022年10月7日提呈到马来西亚国会下议院的2023年度马来西亚联邦政府财政预算案。本次财政预算案的总预算为3723亿零吉，占国内生产总值（GDP）的20.5%，预计财政赤字为5.5%。
本次财案以「大马一家，共享繁荣」（Keluarga Malaysia Makmur Bersama）为主题，旨在专注于人民的福祉、业务连续性、经济繁荣和政府服务效率的4大主轴。拨款总额为3723亿零吉，其中行政开销高达2723亿零吉、发展开销为950亿零吉，以及20亿令吉作为应急储备（Simpanan Luar Jangka）。
2022年10月10日，马来西亚首相依斯迈沙比里宣布解散国会，导致财政预算案搁置。是自1999年以来马来西亚第二次政府在提呈财政预算案后解散国会。该财案被列为国阵在第15届全国大选的竞选宣言之一。依斯迈沙比里于10月17日承诺，若国阵在大选胜利后将重新提呈该财案和落实。但随着国阵在2022年马来西亚大选的结果，该财政预算案已停止审议。

## 立法时间线
| 日期           | 机构       | 事件 |
| -------------- | ---------- | --- |
| 2022年10月5日  | 国会下议院 | 财政部长东姑赛夫鲁在国会下议院提呈《2023年供应法案》提交一读，以为2天后提呈的《2022年财政预算案》做准备。 |
| 2022年10月7日  | 国会下议院 | 财政部长东姑赛夫鲁在国会下议院提呈《2023年财政预算案》提交二读。                                          |
| 2022年10月10日 | 国会下议院 | 首相依斯迈沙比里宣布即日起解散国会。                                                                      |

## 财政预算案概要[5][6]

### 公务员津贴类
- 56级以下公务员将获得700令吉财务援助。
- 11级至56级的公务员将享有100令吉特别加薪。
- 约100万名退休公务员将获得350令吉特别援助。
- 对公务员的开斋节援助增加到600令吉。
- 约50万名服务超过10年的政府学校教师，特别假期将从5天增至15天。
- 扩大公务员电脑和智能手机贷款计划，融资利率从4%降至2%。

### 房屋发展类
- 首次购买价值500,001零吉至1,000,000零吉的房子，将获得75%印花税减免，直至2023年12月31日。但购买价值300,000零吉以下房子的首购族，将豁免印花税。
- 政府将提供12,400个人民组屋（PPR）单位，总额为3亿6700万零吉。此外，拨款2亿9000万零吉来维修PPR的旧升降机。
- 财政部旗下的房屋发展机构「马来西亚国家房屋公司」（SPNB）将建造4250间房屋，总价值为3亿5800零吉。
- 通过房屋信贷担保计划（SJKP）提供30亿零吉的担保，以协助没有薪金证明的购房群体，申请房屋贷款。
- 转移家庭成员之间的房地产只需缴付10零吉印花税。

### 社会发展类
- 国家银行将为中小企业提供100亿令吉资金，用于自动化、数字化、旅游和农业。
- 拨款450亿令吉予大马一家商业拓展计划（Semarak Niaga Keluarga Malaysia）。
- 企业融资担保公司提供高达90亿令吉担保限额，使中小企业更容易获得融资。
- 拨款49亿令吉改善公共卫生服务。
- 提供5亿令吉国家银行旅游贷款。
- 提供3亿500万令吉的青年创业贷款。
- 国家石油（Petronas）将在2023年为国家信托基金（Kumpulan Wang Amanah Negara，KWAN）注入20亿令吉。
- 拨款10亿令吉予国家银行农产品融资计划，助中小企业增加农产品生产。
- 为马来西亚联合投资基金（MyCIF）提供3000万令吉。
- 政府建议通过股权众筹扩大对初创公司个人投资者的税务奖掖范围。
- 国库控股将于2023年向Dana Impak注资10亿令吉；2亿3000万令吉投资于本地持有的高科技公司。
- 拨款150亿令吉用于防洪计划，直至2030年。其中20亿令吉用于建造蓄水池、5亿令吉用于拓宽吉兰丹的河流。
- 为本地投资策略基金（Domestic Investment Strategic Fund，DISF）拨款1亿令吉。
- 政府提议赋予边佳兰（Pengerang）特殊地位，以及化学和石化行业投资奖掖，将边佳兰发展为石化中心。
- 拨款26亿令吉予联邦土地发展局（FELDA）、Felcra Bhd和橡胶业小园主发展局（RISDA）。
- 拨款5000万令吉予摇篮基金私人有限公司（Cradle Fund Sdn Bhd）。
- 拨款63亿令吉作为沙巴发展开销；砂拉越则获拨款54亿令吉。其中2亿900万令吉用于补贴前往沙巴和砂拉越农村地区的航空旅行。1亿令吉用于改善沙巴和砂拉越的供水系统。
- 拨款15亿令吉用于伊斯兰发展。
- 拨款2000万令吉，增加2所和维修现有的城市转型中心（UTC）。
- 拨款1000万令吉予ThinkCity，作为重振吉隆坡都市。

### 公共安全类[7]
- 拨款4亿3100万令吉为警队采购新设备。
- 拨款4200万令吉提升警察宿舍。
- 拨款1亿1800万令吉维修武装部队家庭住宅（RKAT）。
- 拨款2800万令吉升级监狱工作人员宿舍。
- 拨款7300万令吉，通过加强监控、检测和报告，以及建立网络取证系统能力，来改善马来西亚网络安全，并设立全国诈骗应对措施中心。
- 应对盗提问题，取消一次性密码（OTP）制度。
- 马来西亚国防部获得174亿令吉拨款，其中40亿令吉用于购买新的军事资产。
- 拨款4.85亿令吉用于维护所有马来西亚海岸警卫队（MMEA）船舶和船只，以确保国家海域的安全。

### 通讯与数码服务
- 2023年为国家数字网络（JENDELA）拨款7亿令吉，在47个工业区和近3700所学校实施数字连接。
- 国家数字公司（Digital Nasional Bhd）将在全国扩展5G网络，以覆盖70%人口密集地区，2023年基建设施开销为13亿令吉。
- 推出30令吉的特别互联网配套，为期3个月。

### 公共教育类
马来西亚教育部继续获得最大笔拨款，即556亿令吉。高等教育部获得151亿令吉拨款。
- 拨款3亿6400万令吉予高等教育部和科学、工艺及革新部，供研发用途。
- 托儿所和幼儿园费用可在2024课税年享有3000令吉税务减免。
- 拨款38亿令吉，用作奖学金和贷学金。
- 一等学士学位毕业生豁免偿还高等教育基金（PTPTN）贷款。而在2023年11月1日至4月30日期间，偿还PTPTN可享有高达20%的折扣。一次清还至少半数余款获15%折扣，固定扣薪或扣帐还贷款获15%折扣。
- 拨款12亿令吉提升旧学校建筑物及基建设施，特别是沙巴及砂拉越；拨款11亿令吉用于维修和保养学校。
- 耗资4亿3000万令吉兴建5所新学校
- 学校免费食物辅助改善计划：马来半岛从2.50令吉上调至3令吉；沙巴、砂拉越和纳闽从3令吉调高至4令吉。
- 开学援助金（Bantuan Awal Persekolahan）将扩大至所有学生，不限家长收入。
- 拨款66亿令吉用于土著教育贷款。
- 拨款1000万令吉鼓励政府大学绿化校园。
- 国家教育储蓄计划（SSPN）享有8000令吉所得税扣税优惠延长至2024年。

### 交通类
- 通过MyPSV计划，政府将承担B40青年获取德士、巴士和电子召车执照费用。
- My50无限次乘搭公共交通月票措施，将让18万名公交使用者受惠。
- 推介MyWIRA计划，供退休军人和警员，乘公共交通享有50%折扣。
- 提供1000万令吉拨款，通过电召车服务为残障人士提供出门券。
- 在马六甲、沙巴亚庇，以及古晋新增短程巴士服务。
- 更换吉打人民信托局（MARA）旗下的18辆巴士。
- 鼓励包机服务及开拓新直通航线，特别是从西亚及东亚。

### 税收类
- 在马来西亚交易所主板上市的科技公司，上市费用可享有税务减免。
- 整装进口（CBU）电动汽车可豁免进口税及国产税期限，将延长至2024年12月31日。
- 进口电动汽车豁免准证（AP）优惠期延长至2023年12月31日。
- 电动汽车充电设备制造商的2023至2032课税年收入可豁免所得税及100%投资税收减免（ITA）。
- 绿色投资补贴计划（GITA）及绿色所得税豁免（GITE）的申请期限将延长至2025年12月31日；将符合条件的绿色活动，包括太阳能活动和电池储能系统的奖掖期延长至5年（之前为3年）。
- 在创业板（ACE）及杰出企业家加速器平台（LEAP）市场上市的公司，上市费用可享有至多150万令吉税务减免，直至2025课税年。
- 中小企业的首100,000二零吉可征税收入，税率将从原本的17%降至15%。
- 购买电影设备的进口关税和销售税减免。
- 为化学和石油化工行业的投资者提供特别优惠。
- 为鼓励女性重返职场，2023至2028课税年豁免所得税。
- 年收入介于25万至40万令吉，以及40万至60万令吉，需缴税25%。
- 接待200名外国游客或400名本地游客的旅行社，享有获100%的免税。
- 购买本地手工艺品的酒店可获特别扣税，而购买成本高达50万令吉。
- 用于租借车及旅游巴士的本地组装旅游车购买，获50%国产税减免。

#### 个人所得税
- 年收入从50,001零吉至70,000零吉的人士，纳税率将从13%降至11%。
- 年收入从70,001零吉至100,000零吉的人士，纳税率将从21%降至19%。

### 商品类
拨款2亿令吉补贴必需品分销的物流成本。政府将举行Keluarga Malaysia销售活动，以更实惠的价格提供必需品，并将继续采取措施打击非法香烟贸易。
- 2000万令吉配套拨款以支持发展本地产品。
- 1000万令吉支持马来西亚制造运动。
- 9200万令吉用于发展清真产业。

### 公积金
- 自愿缴纳公积金（EPF）的最高数额，从原本一年最高的6000零吉，提高至100,000零吉，以鼓励更多人民自愿缴纳公积金。
- 家庭主妇公积金（i-Suri）延长至2023年。

### 就业类

#### 企业家与雇主
- 拨款3亿500万零吉，提供青年企业家贷款。
- 拨款RM10零吉，给所有已注册的微型企业、中小型企业和德士司机，发放一次性1000零吉的补助金。
- 拨款2亿5600万令吉，为小型橡胶园主提供雨季援助金。
- 马来西亚证券监督委员会推出特别培训计划，提升女性技能水平，让更多女性成为董事部成员。
- 聘用本地工人取代外籍劳工的雇主可享有为期3个月，介于600至750令吉的聘用奖掖。”
- 雇用待业超过3个月的18至30岁青年的雇主可获工资奖掖。

#### 雇员
- 通过「短期雇用计划」（MySTEP）计划提供50,000个工作岗位，其中包括15,000个公共部门和35,000个政府关联公司 （GLC）岗位。
- 通过马来西亚社险机构（PERKESO）鼓励雇主聘用失业人士如障友、原住民、前囚友及妇女重返职场工作。
- 拨款67亿令吉，通过国家技职教育与培训（TVET）理事会实行各种TVET计划。
- 7亿5000万令吉用于提升800,000名工人的技能。

### 援助金类
拨款78亿令吉给予「大马一家援助金」（Bantuan Keluarga Malaysia，BKM)的人士，并根据收入和孩子分配：
- 月收入低于2500令吉，并拥有多过5名孩子的家庭，将获得一次性2500令吉的援助金
- 单身人士可获得350零吉
- 年长者可获得600零吉
- 单身母亲援助金增加至3000零吉

### 社会福利援助金类
为减轻人民的生活成本，政府将拨款550亿零吉的补贴、援助和奖掖；2亿零吉用于承担乡区居民提供交通和必需品的运输成本：
- 拨款4亿令吉，18⾄20岁⻘年及21岁以上全职学⽣，可获得⼀次性200令吉的电⼦红包。
- 拨款8亿2500万令吉，无论父母收入有多少，每名学生都能获得150令吉的开学援助金。
- 年收入低于10万令吉的M40群体，发放100令吉电子钱包津贴。
- 提供每个月600零吉至750零吉的奖掖，帮助弱势群体长达3个月。
- 给予赤贫家庭的40零吉电费津贴，受惠单位扩大至1169零吉贫穷线收入（PGK）的家庭。
- 为福利院经营者提供2100万令吉的补助金。
- 拨款8000万令吉给「B40群体健康关怀计划」（PEKA B40）

### 国民保险类
- 从2023年起，政府逐步强制所有自雇行业加入自雇人士保险计划（SKSPS）。
- 马来西亚社险机构（PERKESO）为非原居住州属的新工作者提供高达1000零吉的车马费津贴。

### 医疗与卫生类
马来西亚卫生部获得总计361亿令吉的拨款，其中49亿令吉用于公共医疗保健。
- 拨款1100万令吉用于乳房X光检查和宫颈癌筛查补贴。
- 拨款2000万令吉用于推广马来西亚作为医疗旅游目的地。
- 拨款18亿令吉兴建新医院、诊所及设施，以及采购医疗设备。
- 提供1000万令吉购买用于牙科保健服务的3D打印机器。
- 用于治疗罕见疾病的拨款增加到2500万令吉。
- 1500万令吉用于社会保险组织（SOCSO）健康检查计划。
- 1500万令吉用于鼓励更健康的生活方式的马来西亚国家议程Sihat计划。
- 豁免尼古丁替代疗法产品的进口税和销售税，鼓励民众戒烟

### 旅游与文化类
为了帮助本地旅游业复苏，政府将拨款2亿9000万零吉鼓励人民在国内旅游，包括获得高达100零吉的折扣、优惠券和回扣。
- 拨款1亿200万令吉供数字内容基金，协助推广本地艺术产品。
- 拨款5000万令吉支持本地电影业。
- 拨款500万令吉加强国家语言计划。
- 拨款1000万令吉支持保存本地语言和文化。

### 体育类
- 拨款3亿3200万令吉，供体育培训与提升设施用途。
- 提供2000万令吉用于开发赛车跑道。
- 提供1300万令吉用于发展电子竞技。
- 为残疾运动员提供1200万令吉援助。

### 灾害管理
- 额外拨款4亿令吉给国家灾害管理局（Nadma），以为年终洪水做准备。
- 拨款1亿令吉给国家救灾基金。
- 拨款2000万令吉拨款给社区协会，以协助应对自然灾害。

## 替代法案
作为2022年马来西亚大选实现政权交替的影响，由希盟领导者安华·依布拉欣组织的新任政府在同年12月20日制定一项价值1077亿1867万6650令吉的临时供应法案（或迷你财政预算案），以维持未来6个月的政府支出，直至2023年新的财政预案通过和生效为止。该临时法案是马来西亚在相隔了23年后再次提呈的临时供应法案。在1999年全国大选之前，马来西亚在未通过该年财政预算案情况下，为保障政府继续运作而在当时通过了一项临时供应法案。
2023年2月21日，马来西亚联盟政府正式提呈修订后的新2023年财政预算案。

## 外部连接
- 2023年马来西亚联邦政府财政预算案官方网站 （页面存档备份，存于）